# Zéta Aimilianídou
Zéta Aimilianídou (en grec moderne : Ζέτα Αιμιλιανίδου) aussi transcrit Emilianídou, née le 2 septembre 1954 à Nicosie (colonie britannique de Chypre) et morte le 6 juin 2022 à Maroússi (Grèce), est une femme politique chypriote.

## Biographie

### Engagement politique
Zéta Aimilianídou est ministre du Travail et de la Sécurité sociale dans les gouvernements du président de la République Níkos Anastasiádis du 4 avril 2013 à sa mort.